# Montigny-sur-Canne
Montigny-sur-Canne település Franciaországban, Nièvre megyében. Lakosainak száma 154 fő (2022. január 1.). Montigny-sur-Canne Biches, Saint-Gratien-Savigny, Diennes-Aubigny, Fertrève, Isenay és Limanton községekkel határos.

## Népesség
A település népességének változása:
| Lakosok száma | 152  | 150  | 154  | 152  | 153  | 153  | 154  | 154  | 154  |
|               | 2013 | 2015 | 2016 | 2017 | 2018 | 2019 | 2020 | 2021 | 2022 |